# Малі Жеребки
Малі́ Жере́бки — село в Україні, у Теофіпольській селищній громаді Хмельницького району Хмельницької області. Населення становить 136 осіб. До 2020 орган місцевого самоврядування — Михиринецька сільська рада.

## Географія
Неподалік від села розташована гідрологічна пам'ятка природи «Маложеребківська».

## Історія
Спочатку в Базалійській волості виникло село Жеребки, а пізніше – Жеребки Нові. Обидва на початку XVII століття належали князю Янушу Острозькому. За часів литовського князівства на Волині з’явився термін жереб, що означав невелику земельну одиницю, а також дворище, селище. Можливо, засноване на такій ділянці поселення одержало таку назву.
7 (20) листопада 1917 року, відповідно до.Третього Універсалу Української Центральної Ради, увійшло до складу Української Народної Республіки.
12 червня 2020 року, відповідно до розпорядження Кабінету Міністрів України № 727-р «Про визначення адміністративних центрів та затвердження територій територіальних громад Хмельницької області», увійшло до складу Теофіпольської селищної громади.
19 липня 2020 року, в результаті адміністративно-територіальної реформи та ліквідації Теофіпольського району, село увійшло до складу Хмельницького району.